# Приютово (Башкирия)
Приютово (на руски: Приютово) е селище от градски тип в Русия, разположено в Белебеевски район, Башкирия. Населението му към 1 януари 2018 година е 19 413 души.